# 2901 Bagehot
2901 Bagehot (1973 DP) là một tiểu hành tinh vành đai chính được phát hiện ngày 27 tháng 2 năm 1973 bởi Luboš Kohoutek ở Bergedorf.